# Sporting CP (futsal)
Sporting CP is een Portugese zaalvoetbalclub, deel uitmakend van de club Sporting CP.

## Erelijst
Nationaal
- Liga Portuguesa (15)

1990/91, 1992/93, 1993/94, 1994/95, 1998/99, 2000/01, 2003/04, 2005/6, 2009/10, 2010/11, 2012/13, 2013/14, 2015/16, 2017/18, 2018/19
- Taça de Portugal (8)

2005/06, 2007/08, 2010/11, 2012/13, 2015/16, 2017/18, 2018/19, 2019/20
- Supertaça (9)

2001, 2004, 2008, 2010, 2013, 2014, 2017, 2018, 2019
- Taça da Liga (3)

2016/17, 2017/18, 2020/21
Internationaal
- UEFA Futsal Champions League (2)

2018/19, 2020/21